# Coquillettidia
Genre
Coquillettidia est un genre de diptères de la famille des Culicidae.
Les espèces de moustiques appartenant à ce genre (qui regroupe à ce jour une soixantaine d'espèces) sont « anthropophiles ». C'est dans le monde l'une des espèces qui piquent le plus souvent l'Homme.
La larve de ces moustiques se fixe à la partie immergée de certaines plante pour y prélever l'oxygène , grâce à un système respiratoire modifié qui leur permet de percer la cuticule de tiges subaquatiques de plantes aquatiques ou palustres,.
Comme d'autres espèces de moustiques Culicidae, les Coquillettidia posent des problèmes sanitaires, épidémiologiques et écoépidémiologiques complexes, aggravés par la mondialisation des échanges et le dérèglement climatique, la disparition de certains prédateurs des moustiques et certaines crises sociopolitiques et humanitaires (en Afrique notamment) qui exposent les réfugiés à être plus facilement piqués, car ces moustiques sont vecteurs ou vecteurs potentiels de nombreuses maladies zoonotiques transmissibles de l'animal à l'Homme ou d'humain à humain.

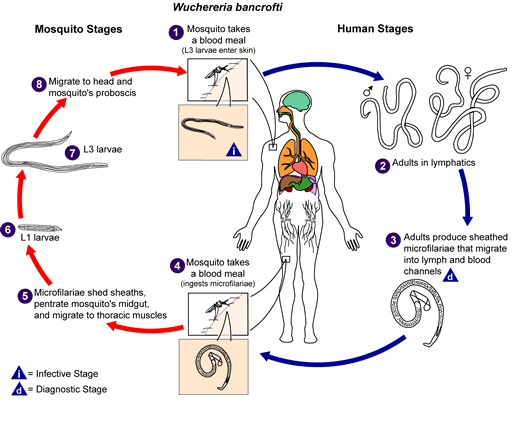
Parmi les parasites qui ont besoin de moustique (Culex, Aedes ou Coquillettidia) pour assurer leur cycle de vie, figure le ver filiforme Wuchereria bancrofti qui se développe dans les ganglions et le système lymphatiques en causant la filariose de Bancroft (ou filariose lymphatique

## Taxonomie
Ce genre fut aussi autrefois désigné sous le terme Taeniorhynchus.
Ils se différencie du genre Mansonia proche (même tribu des Mansoniini) par des soies acrosticales plus développées que chez les Mansonia, et des soies postspiraculaires absentes.

## Morphologie
Les femelles, de grande taille, ont le plus souvent (Afrique) une teinte générale jaunâtre, parfois d'un jaune soutenu, ou orange, coloris rare dans le monde des Culicidae, ce qui permet de les reconnaitre au premier coup d'œil. 
A la différence des Mansonia , les ailes sont recouvertes d'écailles étroites  et les tarses sont dépourvus d'anneaux blancs.
Les palpes du mâle sont plus longs que le proboscis et l'extrémité est recourbée vers le bas.
Les larves se distinguent par le dernier segment antennaire étroit (flagelle) qui est aussi long que le reste de l'antenne et très nettement articulé avec celui-ci. Le siphon est court et conique.

## Répartition
Les Coquillettidia se rencontrent en zone afrotropicale orientale, australasienne et en Europe avec le sous genre Coquillettidia, en zone néotropicale avec le sous genre Rhynchotaenia et en Nouvelle-Zélande avec le sous-genre Austromansonia
Seules deux espèces sont présentes en France et en Europe : Coquillettidia (Coquillettidia) buxtoni (Edwards), 1923 et 
Coquillettidia (Coquillettidia) richardii (Ficalbi), 1889. Cette dernière espèce est impliquée dans la transmission du virus du Nil occidental alors que l'espèce proche Coquillettidia perturbans, selon une étude parue en 2001, ne semble pas impliquée.

## Biologie
Selon les espèces de Coquillettidia, les femelles ont une activité diurne ou nocturne ; elles piquent les batraciens, les oiseaux, mais également les humains. Certaines espèces sont particulièrement actives au crépuscule, créant localement de fortes nuisances. 
Rappelons que Coquillettidia (Coquillettidia) richardii est impliquée dans la transmission du virus du Nil occidental.
Les œufs des Coquillettidia sont pondus en radeaux à la surface de l'eau dans des zones de végétation dense et les larves qui en émergent vivent en profondeur, fixées aux racines des végétaux.
Des espèces qui sont en France (même dans le sud) univoltines (une seule génération par an) pourraient produire 2 à 3 générations par an en zone plus chaude (par ex. : Cq. richiardii).
Le siphon respiratoire de la larve a chez cette espèce évolué (trompettes respiratoires) en se dotant de denticules et de deux crochets. La larve peut ainsi trancher le tégument des jeunes racines immergées de plantes aquatiques et planter ses crochets dans leurs tissus aérifères, qui vont alors fournir l'oxygène dont la larve a besoin pour respirer, ceci jusqu'au stade nymphal et à la nymphose.
/
Cette stratégie de développement larvaire semble fortement limiter la prédation sur les larves (par rapport à celles d'autres espèces qui doivent régulièrement remonter en surface pour respirer. En revanche, la larve fixée a plus de difficulté à se nourrir (le développement larvaire de cette espèce est d'ailleurs lent), nécessitant une eau riche en matière organique et en micro-plancton en suspension. La nymphe ne se détachera de son support que quelques heures avant l'éclosion de l'imago.

Ces deux stades (larve et nymphe) sont donc difficilement observables ce qui rend la prédiction d'une émergence difficile.

## Aspectes épidémiologiques et écoépidémiologiques
Les moustiques du genre Coquillettidia sont réputés plus difficiles à contrôler par les moyens chimiques de démoustication que d'autres espèces (comme les Culex par exemple, dont les larves viennent respirer en surface).
Le mode de vie immergé et fixé des Coquillettidia les met relativement à l’abri des traitements chimiques pulvérisés en surface.

## Écologie, autécologie
Parmi les moustiques, les Coquillettidia présentent des adaptations particulières à la vie subaquatique qui rendent cette espèce indépendante de la respiration en surface.
Une thèse de médecine a récemment (2007) porté sur l'identification des caractéristiques écologiques des gîtes recherchés en France par les Coquillettidia  afin de faciliter la localisation de leurs lieux de ponte, leur suivi et d'éventuelles mesures de prévention : L'auteur, au moyen de tests comportementaux couplés à des analyses chimiques en laboratoire a identifié plusieurs facteurs plus ou moins prédictifs, qui sont : 
1. la nature de la flore aquatique et palustre ;
2. la présence de certaines kairomones perçues par ces moustiques (p-crésol, acide laurique et acide heptadécanoïque)
3. le courant ;
4. le degré de salinité[8] ;
5. la turbidité de l'eau ;
6. le caractère pérenne de la pièce d’eau ;
7. certains modes d'entretien.

Tous ces facteurs, combinés, semblent impliqués dans le choix des gîtes colonisés par ces moustiques. Le même auteur a également montré  « l’implication de substances allélochimiques généralistes (glycérol, uracile, thymine, uridine et thymidine) dans la reconnaissance des plantes hôtes par les larves ». 
D'autres facteurs ont aussi une importance pour le comportement de fixation des larves sur leur plante-hôte ; ce sont :
1. l'intensité lumineuse dans l'eau[3], qui dépend d'une part de la turbidité de l'eau (qui diminue en présence de particules ou phytoplancton en suspension, mais aussi en présence de plantes flottantes ou d'un voile de lentille d'eau ou d'algues filamenteuses...) et d'autre part de la présence d'obstacles aériens à la pénétration des rayons du soleil jusqu'à la surface de l'eau (ex : en présence d'une mégaphorbiaie dense ou sous une canopée épaisse et jointive) ;
2. la teneur en oxygène de l’eau[3] ;
3. la morphologie des racines[3].

Enfin le facteur thermohygrométrique semble avoir aussi une importance lors du vol de nuit dans la détection de sa cible pour la femelle, puis dans la détection de son lieu de ponte.
Depuis les années 2000, tout en reconnaissant les problèmes qu'ils posent en santé publique, certains auteurs intègrent les moustiques comme bioindicateurs ou éléments importants de la biodiversité pour les rôles fonctionnels qu'ils jouent. C'est le cas par exemple de Martina Schäfer (2004) et de Willott (2004). 

Dans ce cadre, l'association étroite des larves de coquillettidia à certaines plantes de zones humides peut faire évoquer une relation d'intérêt mutuel si ce n'est symbiotique : la plante fournit de l'oxygène à la larve et le moustique pourrait limiter le nombre des herbivores consommant la plante parasitée. Récemment, ont commencé à classer les moustiques en groupes fonctionnels, selon les principales caractéristiques du paysage et les caractéristiques écologiques et traits d'histoire de vie de leurs espèces,, ce qui permettrait de préciser leur rôle dans les niches écologiques qu'ils occupent, voire mettre en évidence des services écosystémiques ou de rétrospectivement comprendre comment certaines pratiques ont pu favoriser les moustiques et des maladies telle que la malaria dans le sud-est de la France et dans les vallées alpines autrefois,
Leurs larves font naturellement partie des assemblages de zooplancton de nombreuses zones humides « non-tidales », mais avec des caractéristiques différentes de celles des autres moustiques (une partie importante de leur cycle de vie est fixée)

## Lutte antivectorielle
Contre les moustiques, la lutte passe habituellement par la destruction des larves. Mais les larves de Mansonia et Coquillettidia sont protégées des pesticides classiques en raison de leur mode de vie fixé sur des racines de plante, en profondeur (Sjogren et al., 1986 ; Lord & Fukuda, 1990) et elles se montrent résistantes à des doses qui tuent les larves des autres espèces de moustique.
Lutte biologique :

Elle peut consister à favoriser la présence des prédateurs de larves (ex : larves de libellule, dytiques et leurs larves, poissons insectivores, tritons...) et de moustiques adultes (Chauve-souris, Hirondelles, Martinets...), ainsi que leurs parasites (les Coquillettidia adultes peuvent par exemple être parasités par des hydrachnidia de la famille des Arrenuridae). 

Un champignon aquatique (Lagenidium giganteum Couch, 1935) pourrait être utilisé comme agent de biocontrole en zone chaude : il peut parasiter les Coquillettidia (mortellement, en 1 à 3 jours) et d'autres espèces de moustiques, à partir de spores mobiles. Des essais de traitement de gîtes à Mansonia dyari ont fait chuter de 77 % de l’émergence des adultes, mais il faut des températures tropico-équatoriales (25-28 °C) de l'eau pour son développement.
Les prédateurs habituels de larves de moustiques (poissons notamment) vivent mal dans les conditions anoxiques recherchées par les larves de Coquillettidia et semblent mal les contrôler quand elles miment des radicelles en se fixant au niveau de la vase sur les racines des végétaux-hôtes (Van den Assem, 1958).
Lutte chimique ;  

Les larves de Coquillettidia s'avèrent particulièrement résistantes au Bt (140 fois plus que celles des Culex spp. et des Aedes spp. selon Rey
et al. 2001).
De même se montrent-elles très résistantes aux doses habituelles d'insecticides chimiques (ex : la CL 50 du fénitrothion pour Cq. richiardii (0,09 ppm) est 45 fois plus haute que pour Aedes (Ochlerotatus) caspius (Pallas). 

Sinègre et al; ont montré en 1971 que le dosage de l'Abate 500E devait être multiplié par 20 par rapport à la dose efficace pour les Aedes et Culex (100 g/ha de matière active), avec alors des effets écotoxiques étendu au reste de la faune. 

Une formulation granulaire a été testée pour une libération ralentie du téméphos, mais son efficacité reste faible même aux doses maximales autorisées. 

Le fenthion (organophosphoréde Baytex) a été testé en Inde en 1992 dans des mares polluées et infestées par des larves de Mansonia spp. Dans ce cas une formulations granulaires à libération lente a été efficace durant presque un mois, mais à une dose de 2,5 g/m².  

Le méthoprène (Altosid) (mimétique d’hormone juvénile régulateur de croissance) s'est montré efficace à 0.5, 1 et 2 ppm mais pourrait agir sur d'autres espèces. 

Dans le Minnesota 90 % des émergences de Cq. perturbans ont été diminuées de plus de 90 % par du méthoprène formulé en briquettes (Altosid) et en boulettes (Altosid XR) à libération progressive (en 150 et 30 jours respectivement), sans effets observés sur d’autres espèces du gîte selon Batzer et Sjogren (1986) et Krishnamoorthy et al. (1992) mais le fenthion se montre écotoxique aux doses où il est trouvé dans l'environnement par exemple pour la daphnie Daphnia pulex ou Daphnia ambigua,  (CL 50 à 48h de 1,30 μg/L selon Roux et al., 1995). Le méthoprène semble moins toxique pour la faune aquatique aux doses appliquées en démoustication, mais en 2007 son écotoxicité est encore  mal connue (Henrick, 2007 ; Harmon et al., 2007) et il n'est autorisé comme antimoustique que dans certains pays et à certaines conditions. 

La sève des plantes aquatiques peut transporter un insecticide systémique, le diméthoate, par voie phloémienne jusqu’aux racines et intoxiquer les larves de Coquillettidia qui s'y sont fixées. Expérimentalement, ce pesticide perturbe la fixation de 85 % des larves, mais avec le risque d'intoxiquer d'autres espèces lors de la pulvérisation, dont des prédateurs du moustique ou de sa larve).
Le drainage des zones humides : Il peut avoir des effets ambigus ou pervers et parfois simplement déplacer le problème vers l'aval 

S'il fait reculer les populations de culex et a pu contribuer à assainir certains milieux (ex : vallée de l’Isère au XIXe siècle), le drainage peut aussi perturber les équilibres hydriques, faire remonter des nappe en aval et créer de nouvelles zones marécageuses, tout en augmentant  la turbidité de l'eau et sa teneur en micro-zooplancton (deux facteurs favorable aux pullulations de Coquillettidia) et parfois involontairement offrir de nouveaux gîtes aux larves de ces moustiques ; gîtes qui se substitueront à ceux que le drainage a pu supprimer. C'est ce qui s'est par exemple passé dans la zone de confluence de l'Arc et de l'Isère à la suite de l'exemple précédemment cité du drainage de la vallée de l'Isère, avec apparition de fièvres et aux fluctuations démographiques pouvant être expliquées par des modifications écopaysagères permettant une délocalisation des gîtes à larves de Coquillettidia,

Ces nouveaux gîtes peuvent être sources de désagréments importants si des habitations, établissements humains (campings ; camps de réfugiés notamment) existent ou sont implantés à leur proximité ; 

C'est par exemple le cas dans les réseaux denses de 200 km environ de petits canaux et fossés de drainages creusé à partir des années 1930 pour drainer la cuvette de la Chautagne en Savoie afin d'y installer la plus grande peupleraie de France et d'Europe. Dans ce réseau complexe à ramifications nombreuses et difficiles à entretenir, des sections stagnantes et riches en végétation aquatique ancienne peuvent se former.
Des courants lents et riches en matière organique (comme les fossés de drainage dits ‘roubines’ dans le sud de la France) peuvent aussi favoriser l'établissement de colonies larvaires de Coquillettidia (Guille, 1976).

## Liste des espèces connues
22 espèces ont été décrites de la zone afrotropicale :
- Coquillettidia (Coquillettidia) annettii (Theobald), 1901
- Coquillettidia (Coquillettidia) aurea (Edwards), 1915 (Afrique du Sud, Angola, République démocratique du Congo Mozambique, Ouganda, Soudan, Tanzanie, Zimbabwe).
- Coquillettidia (Coquillettidia) aurites Theobald
- Coquillettidia (Coquillettidia) chrysosoma Edwards, 1915
- Coquillettidia (Coquillettidia) cristata (Theobald), 1904
- Coquillettidia (Coquillettidia) flavocincta (Edwards), 1936
- Coquillettidia (Coquillettidia) fraseri (Theobald), 1911
- Coquillettidia (Coquillettidia) fuscopennata (Theobald), 1903
- Coquillettidia (Coquillettidia) grandidieri (Blanchard), 1905
- Coquillettidia (Coquillettidia) karandalaensis (Wolfs), 1951
- Coquillettidia (Coquillettidia) metallica (Theobald), 1901
- Coquillettidia (Coquillettidia) maculipennis (Theobald), 1911
- Coquillettidia (Coquillettidia) nigritarsis (Wolfs), 1958
- Coquillettidia (Coquillettidia) nigrithorax (Theobald), 1910
- Coquillettidia (Coquillettidia) rocheti (Doucet), 1951
- Coquillettidia (Coquillettidia) voltaensis (Danilov & Stupin), 1982
- Coquillettidia (Coquillettidia) pseudoconopas (Theobald), 1910
- Coquillettidia (Coquillettidia) uniformis
- Coquillettidia (Coquillettidia) microannulata (Theobald), 1911
- Coquillettidia (Coquillettidia) schoutedeni (Wolfs), 1948
- Coquillettidia (Coquillettidia) vanoyei (Wolfs), 1948
- Coquillettidia (Coquillettidia) versicolor (Edwards), 1913
- Coquillettidia (Coquillettidia) wahlbergi (Edwards), 1936

Espèces décrites de la zone australoasiatique :
- Coquillettidia (Coquillettidia) aureosquammata (Ludlow), 1909   (Asie : Philippines, Sumatra, Malaisie
- Coquillettidia (Coquillettidia) aurata (Dobrotworsky), 1962  (Australie)
- Coquillettidia (Coquillettidia) crassipes (Van der Wulp), 1881 Australie, Bangladesh,Chine, Inde, Indonésie, Japon, Malaisie, Népal, Pakistan, Papouasie-Nouvelle-Guinée, Philippines, Sri Lanka, Thaïlande, Hong Kong)
- Coquillettidia (Coquillettidia) giblini (Taylor), 1914 (Indonésie)
- Coquillettidia (Coquillettidia) linealis (Skuse), 1889 (Australie)
- Coquillettidia (Coquillettidia) memorans (Bonne-Wepster), 1930 (Asie : Papouasie-Nouvelle-Guinée)
- Coquillettidia (Coquillettidia) nigrosignata (Edwards), 1917 (Asie : Malaisie, Indonésie, Philippines, Formose)
- Coquillettidia (Coquillettidia) ochracea (Theobald), 1903 (Bangladesh, Cambodge, Chine, Inde, Indonésie, Japon, Malaisie, Corée, Laos, Papouasie-Nouvelle-Guinée, Philippines, Thaïlande, Vietnam)
- Coquillettidia (Coquillettidia) variegata (Dobrotworsky), 1962  (Australie)
- Coquillettidia (Coquillettidia) xanthogaster (Edwards), 1924 (Australie)

Autres zones géographiques :
- Coquillettidia (Coquillettidia) buxtoni (Edwards), 1923  (France, Russie, Maroc Israël, Syrie)
- Coquillettidia (Coquillettidia) fijiensis (Belkin), 1962
- Coquillettidia (Coquillettidia) fuscopteron (Theobald), 1911 (Indonésie, Papouasie-Nouvelle-Guinée)
- Coquillettidia (Coquillettidia) hodgkini (Wharton), 1962
- Coquillettidia (Coquillettidia) iracunda (Walker), 1848
- Coquillettidia (Coquillettidia) lutea (Belkin), 1962 (Îles Salomon)
- Coquillettidia (Coquillettidia) nigrochracea (Bonne-Wepster), 1930
- Coquillettidia (Coquillettidia) novochracea (Barraud), 1927 (Europe
- Coquillettidia (Coquillettidia) perturbans (Walker), 1856 (Amérique du Nord)
- Coquillettidia (Coquillettidia) richardii (Ficalbi), 1889
- Coquillettidia (Coquillettidia) samoaensis Stone, 1966

Espèces  décrites de la zone néotropicale :
- Coquillettidia (Rhynchotaenia) albicosta (Peryassu), 1908
- Coquillettidia (Rhynchotaenia) albifera (Pradol), 1931
- Coquillettidia (Rhynchotaenia) arribalzagae (Theobald), 1903
- Coquillettidia (Rhynchotaenia) chrysonotum(Peryassu), 1922
- Coquillettidia (Rhynchotaenia) fasciolata (Lynch Arribalzaga), 1891
- Coquillettidia (Rhynchotaenia) hermanoi (Lane & Coutinho), 1940
- Coquillettidia (Rhynchotaenia) juxtamansonia (Chagas), 1907
- Coquillettidia (Rhynchotaenia) lynchi (Shannon), 1931  (Brésil, Guyane française, Colombie, Pérou, Bolivie)
- Coquillettidia (Rhynchotaenia) neivai (Lane & Coutinho), 1940
- Coquillettidia (Rhynchotaenia) nigricans (Coquillett), 1904
- Coquillettidia (Rhynchotaenia) nitens (Cerqueira), 1943   (Bolivie)
- Coquillettidia (Rhynchotaenia) shannoni (Lane & Cerqueira), 1937
- Coquillettidia (Rhynchotaenia) venezuelensis (Theobald), 1912

Espèces décrites de Nouvelle-Zélande :
- Coquillettidia (Austromansonia) tenuipalpis (Edwards) 1924